# زغيم مطوق
زُغَيْم مُطوَّق أو ذَبْح النبيّ نوعٌ من الزغيم حجمه الدوري الصغير. ثوبه إلى الكهبة الصنابية يعومها توشيم أبيض وأسود. حسراه وعنقه بيض. زوره مطوق بخط أرجواني يمتد من مؤخر العين اليمنى إلى مؤخر العين اليسرى. جناحاه وذنبه سود. موطنه إفريقية الشمالية والشرقية. سربه يعد من 20 إلى 40. يألف حياة الدجن ويتكاثر بسهولة لكنه لا يُغرّد.

## معرِض الصور

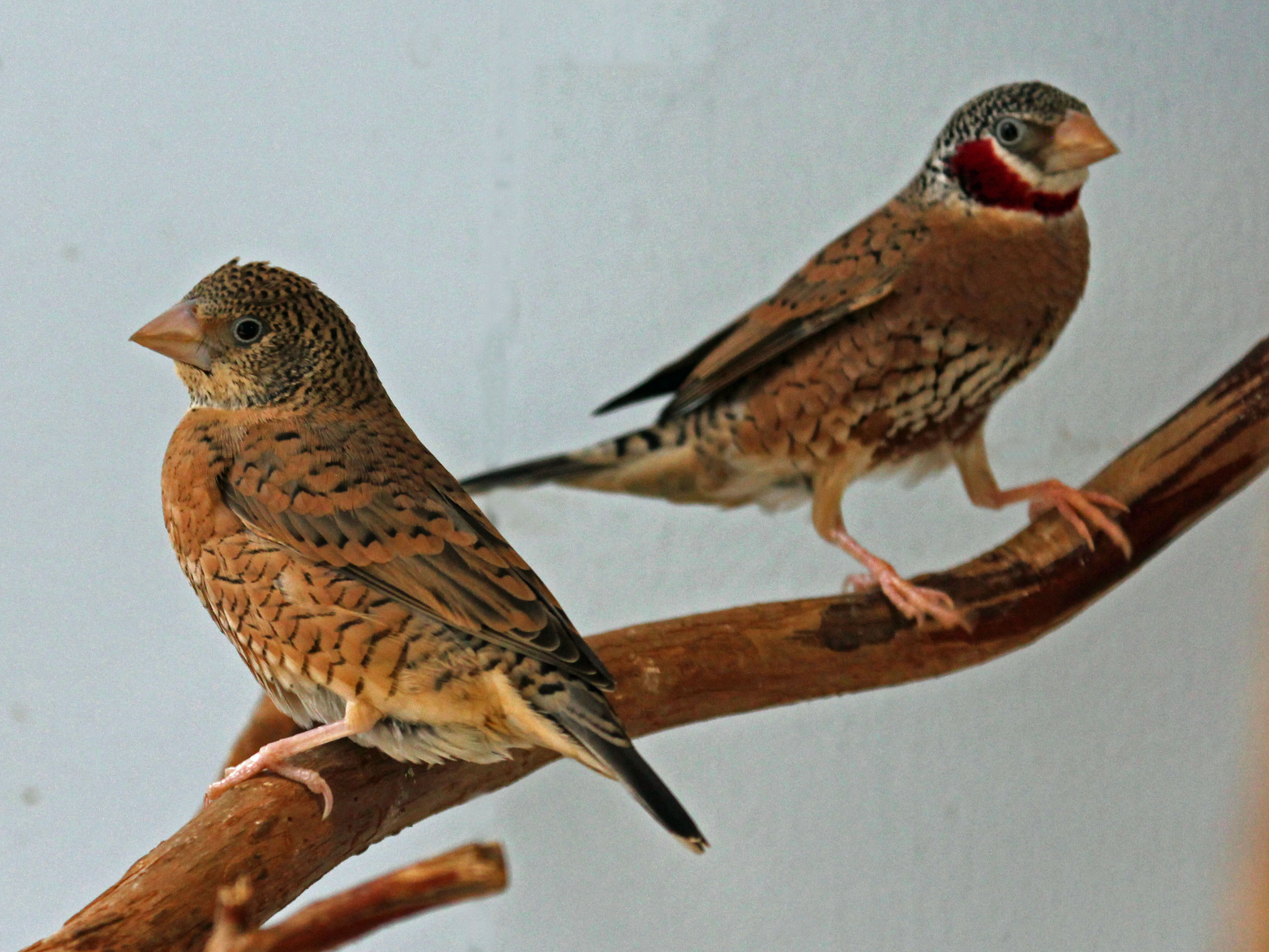
زوج
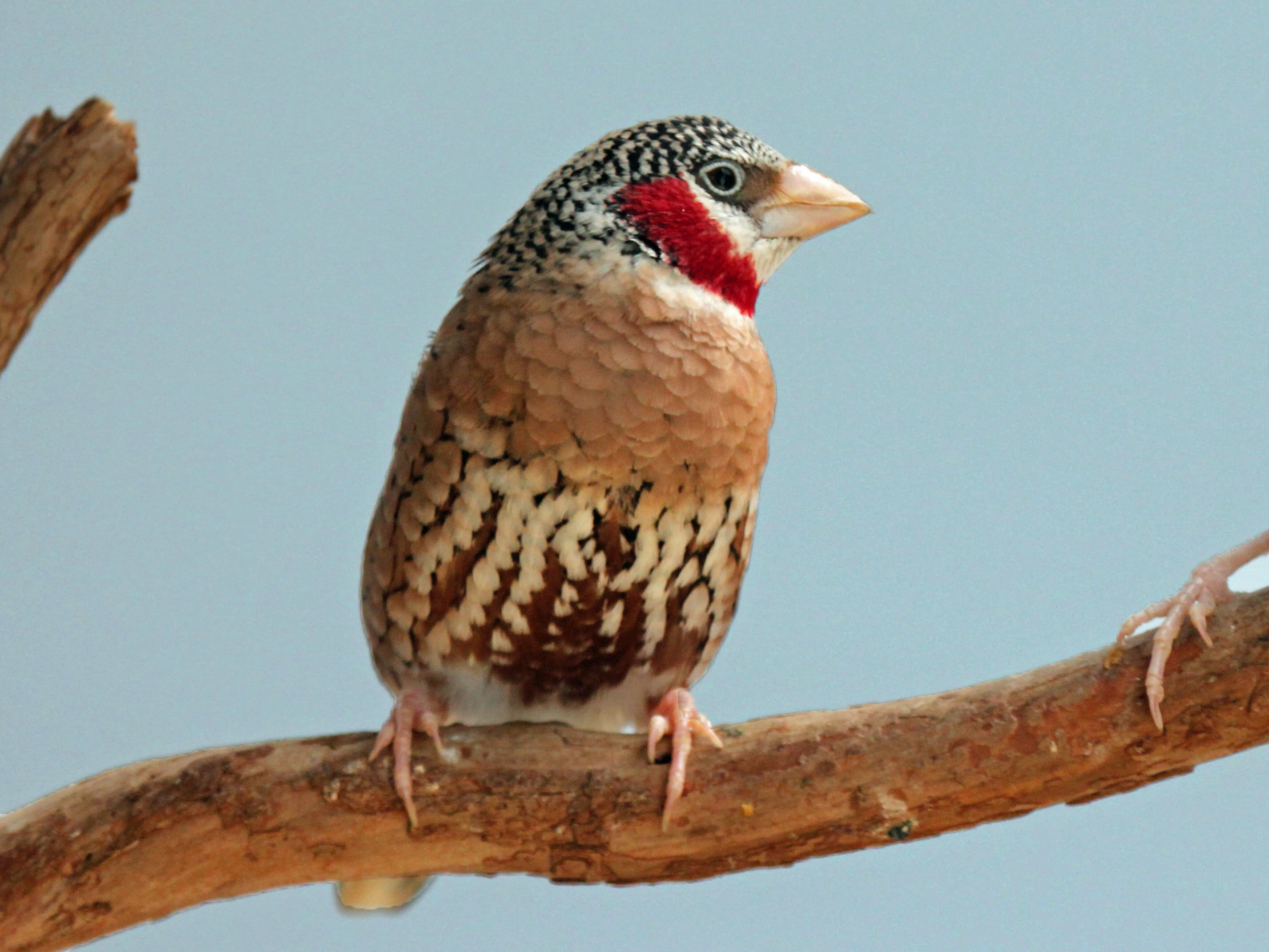
ذكر